# Pleuroploca audouini
Pleuroploca audouini is een slakkensoort uit de familie van de Fasciolariidae. De wetenschappelijke naam van de soort is voor het eerst geldig gepubliceerd in 1846 door Jonas.